# UEFA Women’s Champions League 2024/25

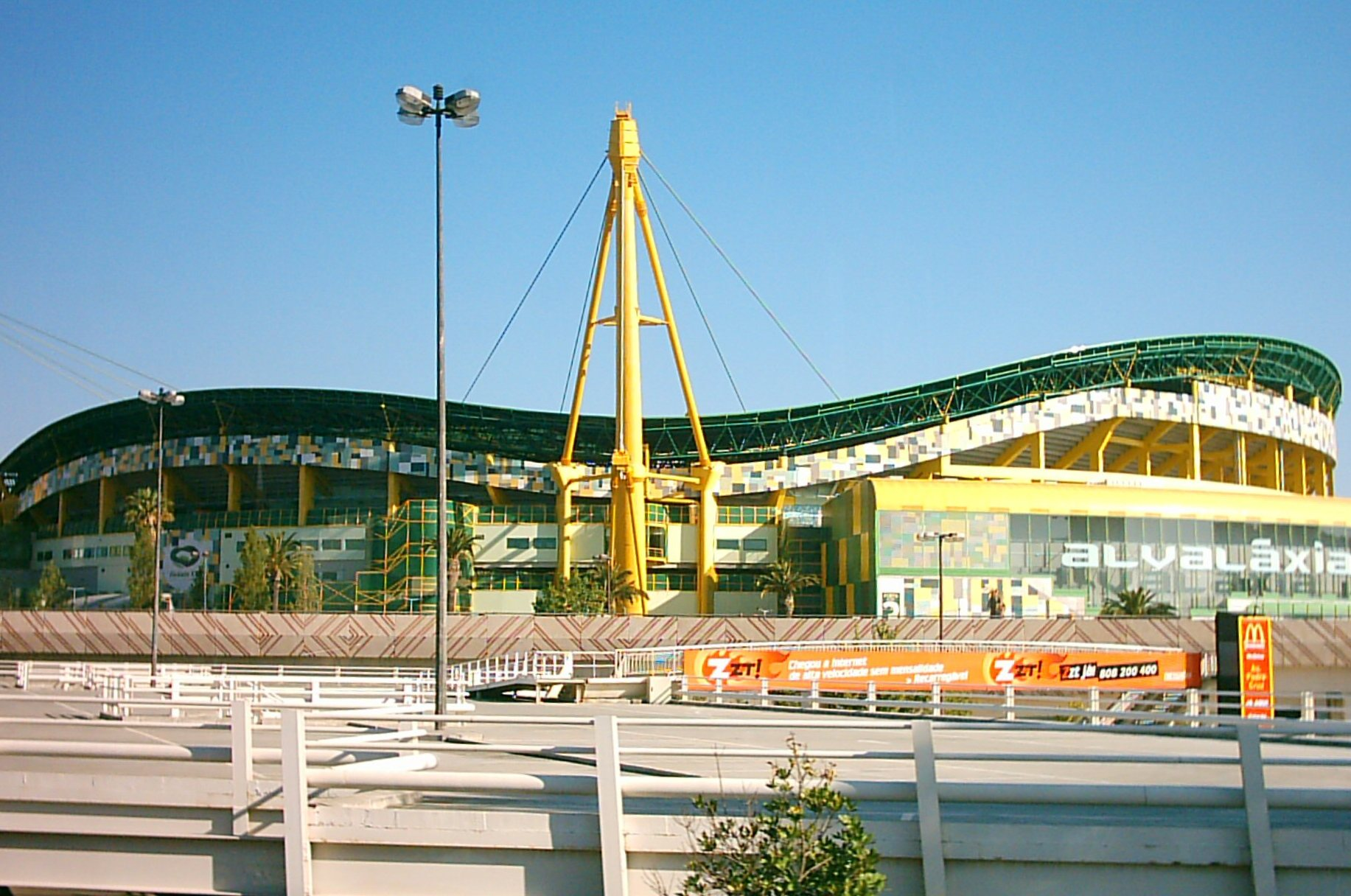
Das Endspiel fand im Estádio José Alvalade XXI in Lissabon statt.

Die UEFA Women’s Champions League 2024/25 war die 24. Ausspielung des europäischen Meisterwettbewerbs für Frauenfußballvereine und die 16. unter dieser Bezeichnung. Es war die letzte Saison mit der Gruppenphase in Vierergruppen, bevor das Format – wie bei den Männern – auf eine große Liga umgestellt wird. Der Turniersieger qualifizierte sich erstmals für den neu geschaffenen FIFA Women’s Champions Cup.
Das Finale wurde am 24. Mai 2025 im Estádio José Alvalade XXI in der portugiesischen Hauptstadt Lissabon ausgetragen. Der Arsenal Women FC setzte sich im Finale gegen Titelverteidiger FC Barcelona durch, für Arsenal war es der zweite Gewinn des Wettbewerbs.

## Mannschaften
Die Verbandsrangliste der UEFA-Länderkoeffizienten der Frauen zum Ende der Saison 2023/24 war maßgeblich, um die Anzahl der teilnehmenden Mannschaften für jeden Verband zu bestimmen. Jeder Verband, der eine nationale Liga ausspielt, darf Teilnehmer melden. Daher konnten Andorra, Liechtenstein und San Marino nicht teilnehmen. Aserbaidschan und Gibraltar durften, haben das aber die letzten fünf Jahren nicht getan. Im Vergleich zur letzten Saison übernahm Italien einen dritten Startplatz von Tschechien.
| Rang | Verband     | Koeff. | Starter |
| ---- | ----------- | ------ | ------- |
| 1    | Frankreich  | 80,833 | 3       |
| 2    | Deutschland | 76,666 | 3       |
| 3    | Spanien     | 71,166 | 3       |
| 4    | England     | 61,833 | 3       |
| 5    | Italien     | 35,000 | 3       |
| 6    | Schweden    | 26,999 | 3       |
| 7    | Tschechien  | 26,166 | 2       |
| 8    | Dänemark    | 25,750 | 2       |
| 9    | Portugal    | 24,000 | 2       |
| 10   | Niederlande | 22,000 | 2       |
| 11   | Norwegen    | 20,500 | 2       |
| 12   | Schottland  | 20,500 | 2       |
| 13   | Österreich  | 20,250 | 2       |
| 14   | Ukraine     | 20,000 | 2       |
| 15   | Island      | 18,500 | 2       |
| 16   | Belarus     | 18,500 | 2       |
| 17   | Kasachstan  | 18,500 | 1       |
| 18   | Schweiz     | 16,250 | 1       |
| 19   | Albanien    | 14,000 | 1       |

| Rang | Verband                 | Koeff. | Starter |
| ---- | ----------------------- | ------ | ------- |
| 20   | Zypern                  | 14,000 | 1       |
| 21   | Serbien                 | 14,000 | 1       |
| 22   | Belgien                 | 14,000 | 1       |
| 23   | Bosnien und Herzegowina | 12,000 | 1       |
| 24   | Russland                | 11,500 | 0       |
| 25   | Finnland                | 11,500 | 1       |
| 26   | Ungarn                  | 11,000 | 1       |
| 27   | Polen                   | 9,500  | 1       |
| 28   | Litauen                 | 9,500  | 1       |
| 29   | Rumänien                | 9,500  | 1       |
| 30   | Kroatien                | 8,000  | 1       |
| 31   | Irland                  | 8,000  | 1       |
| 32   | Slowenien               | 7,500  | 1       |
| 33   | Türkei                  | 7,500  | 1       |
| 34   | Griechenland            | 7,500  | 1       |
| 35   | Kosovo                  | 7,000  | 1       |
| 36   | Slowakei                | 7,000  | 1       |
| 37   | Bulgarien               | 6,500  | 1       |

| Rang | Verband        | Koeff. | Starter        |
| ---- | -------------- | ------ | -------------- |
| 38   | Montenegro     | 6,500  | 1              |
| 39   | Israel         | 5,500  | 1              |
| 40   | Estland        | 5,500  | 1              |
| 41   | Wales          | 5,500  | 1              |
| 42   | Georgien       | 5,000  | 1              |
| 43   | Luxemburg      | 4,500  | 1              |
| 44   | Nordirland     | 4,500  | 1              |
| 45   | Malta          | 4,000  | 1              |
| 46   | Lettland       | 3,500  | 1              |
| 47   | Färöer         | 3,000  | 1              |
| 47   | Armenien       | 3,000  | 1              |
| 47   | Nordmazedonien | 3,000  | 1              |
| 47   | Moldau         | 3,000  | 1              |
| 51   | Aserbaidschan  | 0,000  | 1              |
| 52   | Gibraltar      | 0,000  | nicht gemeldet |
| –    | Andorra        | —      | keine Liga     |
| –    | Liechtenstein  | —      | keine Liga     |
| –    | San Marino     | —      | keine Liga     |

### Ablauf
Insgesamt spielten 72 Klubs aus 50 Verbänden. Gibraltar meldete kein Team. Andorra, Liechtenstein und San Marino haben keine Frauen-Liga und durften daher kein Team melden.
|                                             | Weg                     | Teams, die in dieser Runde einsteigen | Teams, die sich aus der vorherigen Runde qualifiziert haben                         |
| ------------------------------------------- | ----------------------- | --- | ----------------------------------------------------------------------------------- |
| 1. Runde (Mini-Turnier mit einem Gastgeber) | Meister-Weg             | - 43 Meister der Verbände auf Platz 7–50 der Länderkoeffizienten |                                                                                     |
| 1. Runde (Mini-Turnier mit einem Gastgeber) | Ligen-Weg               | - 6 drittplatzierte Teams der Verbände auf den Plätzen 1–6 der Länderkoeffizienten - 10 zweitplatzierte Teams der Verbände auf den Plätzen 7–16 der Länderkoeffizienten |                                                                                     |
| 2. Runde                                    | Meister-Weg             | - 3 Meister der Verbände auf den Plätzen 4–6 der Länderkoeffizienten | - 11 Gewinner der Mini-Turniere aus der 1. Runde                                    |
| 2. Runde                                    | Ligen-Weg               | - 6 zweitplatzierte Teams der Verbände auf den Plätzen 1–6 der Länderkoeffizienten                                                                                      | - 4 Gewinner der Mini-Turniere aus der 1. Runde                                     |
| Gruppenphase (16 Teams)                     | Gruppenphase (16 Teams) | - Titelverteidiger - 3 Meister der Verbände auf den Plätzen 1–3 der Länderkoeffizienten                                                                                 | - 7 Gewinner der 2. Runde des Meister-Wegs - 5 Gewinner der 2. Runde des Ligen-Wegs |
| K.-o.-Phase (8 Teams)                       | K.-o.-Phase (8 Teams)   | | - 4 Gruppensieger - 4 Tabellenzweite der Gruppenphase                               |

### Qualifizierte Mannschaften
| Turniereinstieg | Turniereinstieg | Teams                         | Teams                         | Teams                         | Teams                          |
| --------------- | --------------- | ----------------------------- | ----------------------------- | ----------------------------- | ------------------------------ |
| Gruppenphase    | Gruppenphase    | Olympique Lyon                | FC Bayern München             | FC Barcelona                  | FC Chelsea                     |
|                 |                 |                               |                               |                               |                                |
| Runde 2         | Meister-Weg     | AS Rom                        | Hammarby IF                   | Slavia Prag                   |                                |
| Runde 2         | Ligen-Weg       | Paris Saint-Germain (Platz 2) | VfL Wolfsburg (Platz 2)       | Real Madrid (Platz 2)         | Manchester City (Platz 2)      |
| Runde 2         | Ligen-Weg       | Juventus Turin (Platz 2)      | BK Häcken FF (Platz 2)        |                               |                                |
|                 |                 |                               |                               |                               |                                |
| Runde 1         | Meister-Weg     | FC Nordsjælland               | Benfica Lissabon              | FC Twente                     | Vålerenga Oslo                 |
| Runde 1         | Meister-Weg     | Celtic Glasgow                | SKN St. Pölten                | Worskla Poltawa               | Valur Reykjavík                |
| Runde 1         | Meister-Weg     | Dinamo-BSUPC                  | BIIK Kazygurt                 | Servette FC                   | KS Vllaznia                    |
| Runde 1         | Meister-Weg     | Apollon Limassol              | ŽFK Roter Stern Belgrad       | RSC Anderlecht                | SFK 2000 Sarajevo              |
| Runde 1         | Meister-Weg     | Kuopion PS                    | Ferencváros Budapest          | Pogoń Stettin                 | FC Gintra                      |
| Runde 1         | Meister-Weg     | Farul Constanța               | NK Osijek                     | Peamount United               | NŠ Mura                        |
| Runde 1         | Meister-Weg     | Galatasaray Istanbul          | PAOK Thessaloniki             | KFF Mitrovica                 | TJ Spartak Myjava              |
| Runde 1         | Meister-Weg     | FC NSA Sofia                  | ŽFK Breznica                  | SC Kirjat Gat                 | FC Flora Tallinn               |
| Runde 1         | Meister-Weg     | Cardiff City                  | WFC Lantschchuti              | RFC Union Luxemburg           | Glentoran FC                   |
| Runde 1         | Meister-Weg     | FC Birkirkara                 | SFK Rīga                      | KÍ Klaksvík                   | Agarista CSF Anenii Noi        |
| Runde 1         | Meister-Weg     | FK Ljuboten                   | FC Pjunik Jerewan             | Neftçi Baku                   |                                |
| Runde 1         | Ligen-Weg       | Paris FC (Platz 3)            | Eintracht Frankfurt (Platz 3) | Atlético Madrid (Platz 3)     | Arsenal Women FC (Platz 3)     |
| Runde 1         | Ligen-Weg       | AC Florenz (Platz 3)          | Linköpings FC (Platz 3)       | Sparta Prag (Platz 2)         | Brøndby IF (Platz 2)           |
| Runde 1         | Ligen-Weg       | Sporting Lissabon (Platz 2)   | Ajax Amsterdam (Platz 2)      | Rosenborg Trondheim (Platz 2) | Glasgow Rangers (Platz 2)      |
| Runde 1         | Ligen-Weg       | First Vienna FC (Platz 2)     | Kolos Kowaliwka (Platz 2)     | FK Minsk (Platz 2)            | Breiðablik Kópavogur (Platz 2) |

## Zeitplan
Dies war der vorgesehene Zeitplan für die UEFA Women’s Champions League Saison 2024/25.
| Phase         | Runde         | Datum der Auslosung | Hinspiele                       | Rückspiele                    |
| ------------- | ------------- | ------------------- | ------------------------------- | ----------------------------- |
| Qualifikation | 1. Runde      | 5. Juli 2024        | 4. September 2024 (Halbfinals)  | 7. September 2024 (Endspiele) |
| Qualifikation | 2. Runde      | 9. September 2024   | 18., 19. und 22. September 2024 | 25./26. September 2024        |
| Gruppenphase  | 1. Spieltag   | 27. September 2024  | 8./9. Oktober 2024              | 8./9. Oktober 2024            |
| Gruppenphase  | 2. Spieltag   | 27. September 2024  | 16./17. Oktober 2024            | 16./17. Oktober 2024          |
| Gruppenphase  | 3. Spieltag   | 27. September 2024  | 12./13. November 2024           | 12./13. November 2024         |
| Gruppenphase  | 4. Spieltag   | 27. September 2024  | 20./21. November 2024           | 20./21. November 2024         |
| Gruppenphase  | 5. Spieltag   | 27. September 2024  | 11./12. Dezember 2024           | 11./12. Dezember 2024         |
| Gruppenphase  | 6. Spieltag   | 27. September 2024  | 17./18. Dezember 2024           | 17./18. Dezember 2024         |
| K.-o.-Phase   | Viertelfinale | 7. Februar 2025     | 18./19. März 2025               | 26./27. März 2025             |
| K.-o.-Phase   | Halbfinale    | 7. Februar 2025     | 19./20. April 2025              | 26./27. April 2025            |
| K.-o.-Phase   | Finale        |                     | 24. Mai 2025                    | 24. Mai 2025                  |

## Qualifikation

### Erste Runde

#### Meisterweg
|                      | Ergebnis  |                         |
| -------------------- | --------- | ----------------------- |
| SFK 2000 Sarajevo    | 3:0       | KÍ Klaksvík             |
| Benfica Lissabon     | 3:1       | FC Nordsjælland         |
|                      |           |                         |
| KS Vllaznia          | 3:0       | WFC Lantschchuti        |
| SKN St. Pölten       | 5:0       | Neftçi Baku             |
|                      |           |                         |
| Kuopion PS           | 1:3       | Celtic Glasgow          |
| FC Gintra            | 5:0       | Agarista CSF Anenii Noi |
|                      |           |                         |
| ŽFK Breznica         | 1:2 n. V. | FC Birkirkara           |
| RSC Anderlecht       | 4:1       | ŽFK Roter Stern Belgrad |
|                      |           |                         |
| FC Twente            | 7:0       | Cardiff City            |
| Valur Reykjavík      | 10:00     | FK Ljuboten             |
|                      |           |                         |
| Apollon Limassol     | 3:0       | FC Pjunik Jerewan       |
| NŠ Mura              | 3:2       | Glentoran FC            |
|                      |           |                         |
| PAOK Thessaloniki    | 2:1 n. V. | SC Kirjat Gat           |
| Servette FC          | 1:0       | Pogoń Stettin           |
|                      |           |                         |
| BIIK Kazygurt        | 3:0       | FC NSA Sofia            |
| RFC Union Luxemburg  | 1:4       | Galatasaray Istanbul    |
|                      |           |                         |
| NK Osijek            | 2:0       | TJ Spartak Myjava       |
| Dinamo-BSUPC         | 1:2       | Peamount United         |
|                      |           |                         |
| Ferencváros Budapest | 2:1       | FC Flora Tallinn        |
| Worskla Poltawa      | 5:0       | SFK Rīga                |
|                      |           |                         |
| KFF Mitrovica        | 0:4       | Farul Constanța         |
| Vålerenga Oslo       | :         | Freilos                 |

|                   | Ergebnis              |                         |
| ----------------- | --------------------- | ----------------------- |
| KÍ Klaksvík       | 0:2                   | FC Nordsjælland         |
| WFC Lantschchuti  | 2:1                   | Neftçi Baku             |
| Kuopion PS        | 6:0                   | Agarista CSF Anenii Noi |
| ŽFK Breznica      | 0:3                   | ŽFK Roter Stern Belgrad |
| Cardiff City      | 0:2                   | FK Ljuboten             |
| FC Pjunik Jerewan | 0:1                   | Glentoran FC            |
| SC Kirjat Gat     | 0:1                   | Pogoń Stettin           |
| FC NSA Sofia      | 0:2                   | RFC Union Luxemburg     |
| TJ Spartak Myjava | 2:3                   | Dinamo-BSUPC            |
| FC Flora Tallinn  | 0:0 n. V. (7:6 i. E.) | SFK Rīga                |
| KFF Mitrovica     | :                     | entfällt                |

|                      | Ergebnis |                      |
| -------------------- | -------- | -------------------- |
| SFK 2000 Sarajevo    | 0:4      | Benfica Lissabon     |
| KS Vllaznia          | 0:1      | SKN St. Pölten       |
| Celtic Glasgow       | 2:0      | FC Gintra            |
| FC Birkirkara        | 0:5      | RSC Anderlecht       |
| FC Twente            | 5:0      | Valur Reykjavík      |
| Apollon Limassol     | 2:3      | NŠ Mura              |
| PAOK Thessaloniki    | 0:2      | Servette FC          |
| BIIK Kazygurt        | 0:5      | Galatasaray Istanbul |
| NK Osijek            | 2:1      | Peamount United      |
| Ferencváros Budapest | 0:2      | Worskla Poltawa      |
| Farul Constanța      | 1:3      | Vålerenga Oslo       |

#### Platzierungsweg
|                     | Ergebnis              |                      |
| ------------------- | --------------------- | -------------------- |
| Brøndby IF          | 0:1                   | AC Florenz           |
| Ajax Amsterdam      | 4:1                   | Kolos Kowaliwka      |
|                     |                       |                      |
| Sparta Prag         | 3:1 n. V.             | Linköpings FC        |
| Paris FC            | 9:0                   | First Vienna FC      |
|                     |                       |                      |
| Arsenal Women FC    | 6:0                   | Glasgow Rangers      |
| Atlético Madrid     | 2:2 n. V. (2:3 i. E.) | Rosenborg Trondheim  |
|                     |                       |                      |
| FK Minsk            | 1:6                   | Breiðablik Kópavogur |
| Eintracht Frankfurt | 0:2                   | Sporting Lissabon    |

|                 | Ergebnis |                     |
| --------------- | -------- | ------------------- |
| Brøndby IF      | 2:1      | Kolos Kowaliwka     |
| Linköpings FC   | 8:0      | First Vienna FC     |
| Glasgow Rangers | 0:3      | Atlético Madrid     |
| FK Minsk        | 0:6      | Eintracht Frankfurt |

|                      | Ergebnis |                     |
| -------------------- | -------- | ------------------- |
| AC Florenz           | 1:0      | Ajax Amsterdam      |
| Sparta Prag          | 0:2      | Paris FC            |
| Arsenal Women FC     | 1:0      | Rosenborg Trondheim |
| Breiðablik Kópavogur | 0:2      | Sporting Lissabon   |

### Zweite Runde
In zwölf K.-o.-Begegnungen mit Hin- und Rückspiel (sieben im Champions-Weg, fünf im Platzierungsweg) wurde ermittelt, wer sich für die Gruppenphase qualifiziert. Die Auslosung erfolgte am 9. September 2024.

#### Meisterweg
|                      | Gesamt |                  | Hinspiel | Rückspiel |
| -------------------- | ------ | ---------------- | -------- | --------- |
| Hammarby IF          | 3:2    | Benfica Lissabon | 1:2      | 2:0       |
| Galatasaray Istanbul | 4:3    | Slavia Prag      | 2:2      | 2:1       |
| SKN St. Pölten       | 8:0    | NŠ Mura          | 3:0      | 5:0       |
| AS Rom               | 10:30  | Servette FC      | 3:1      | 7:2       |
| NK Osijek            | 1:8    | FC Twente        | 1:4      | 0:4       |
| RSC Anderlecht       | 1:5    | Vålerenga Oslo   | 1:2      | 0:3       |
| Worskla Poltawa      | 0:3    | Celtic Glasgow   | 0:1      | 0:2       |

#### Platzierungsweg
Begegnungen zwischen zwei Teams des gleichen Verbandes waren ausgeschlossen.
|                   | Gesamt |                     | Hinspiel | Rückspiel |
| ----------------- | ------ | ------------------- | -------- | --------- |
| Juventus Turin    | 5:2    | Paris Saint-Germain | 3:1      | 2:1       |
| AC Florenz        | 00:12  | VfL Wolfsburg       | 0:7      | 0:5       |
| BK Häcken FF      | 1:4    | Arsenal Women FC    | 1:0      | 0:4       |
| Sporting Lissabon | 2:5    | Real Madrid         | 1:2      | 1:3       |
| Paris FC          | 0:8    | Manchester City     | 0:5      | 0:3       |

## Gruppenphase
Die Meister aus Spanien, Frankreich, England und Deutschland waren schon für die Gruppenphase qualifiziert. Dort spielten sie in vier Vierergruppen um den Einzug ins Viertelfinale. Bei Punktgleichheit zählte zunächst der direkte Vergleich (erst Punkte, dann Tore) zwischen den beteiligten Teams. Herrschte auch danach noch Gleichstand, gaben die Tordifferenz aus allen Gruppenspielen und danach gegebenenfalls die höhere Zahl geschossener Tore den Ausschlag für die Reihenfolge.
Jeder Gruppe wurde ein Team aus jedem Lostopf zugelost. Topf 1 bestand aus dem Titelverteidiger und den drei Meistern der stärksten Verbände. Die Töpfe 2 bis 4 enthielten die übrigen Teams sortiert nach Klubkoeffizienten.
| Topf 1 - FC Barcelona - Olympique Lyon - FC Chelsea - FC Bayern München | Topf 2 - VfL Wolfsburg - Arsenal Women FC - Real Madrid - Manchester City | Topf 3 - Juventus Turin - SKN St. Pölten - AS Rom - FC Twente | Topf 4 - Vålerenga Oslo - Celtic Glasgow - Hammarby IF - Galatasaray Istanbul |

Die Auslosung fand am 27. September 2024 statt und ergab die folgenden Vierergruppen:

### Gruppe A
| Pl.                      | Verein               | Sp. | S | U | N | Tore    | Diff. | Punkte |
| ------------------------ | -------------------- | --- | - | - | - | ------- | ----- | ------ |
| 1.                       | Olympique Lyon       | 6   | 6 | 0 | 0 | 019:100 | +18   | 18     |
| 2.                       | VfL Wolfsburg        | 6   | 3 | 0 | 3 | 016:500 | +11   | 09     |
| 3.                       | AS Rom               | 6   | 3 | 0 | 3 | 012:140 | −2    | 09     |
| 4.                       | Galatasaray Istanbul | 6   | 0 | 0 | 6 | 001:280 | −27   | 0      |
| Stand: 17. Dezember 2024 |                      |     |   |   |   |         |       |        |

| 8. Oktober 2024      |           |                      |                         |
| AS Rom               | 1:0 (1:0) | VfL Wolfsburg        | Stadio Tre Fontane      |
| Olympique Lyon       | 3:0 (2:0) | Galatasaray Istanbul | Parc Olympique Lyonnais |
| 17. Oktober 2024     |           |                      |                         |
| Galatasaray Istanbul | 1:6 (0:2) | AS Rom               | Atatürk-Olympiastadion  |
| VfL Wolfsburg        | 0:2 (0:1) | Olympique Lyon       | AOK Stadion             |
| 13. November 2024    |           |                      |                         |
| Galatasaray Istanbul | 0:5 (0:1) | VfL Wolfsburg        | Atatürk-Olympiastadion  |
| AS Rom               | 0:3 (0:2) | Olympique Lyon       | Stadio Tre Fontane      |
| 20. November 2024    |           |                      |                         |
| VfL Wolfsburg        | 5:0 (3:0) | Galatasaray Istanbul | AOK Stadion             |
| Olympique Lyon       | 4:1 (0:0) | AS Rom               | Parc Olympique Lyonnais |
| 11. Dezember 2024    |           |                      |                         |
| VfL Wolfsburg        | 6:1 (1:0) | AS Rom               | AOK Stadion             |
| Galatasaray Istanbul | 0:6 (0:3) | Olympique Lyon       | Atatürk-Olympiastadion  |
| 17. Dezember 2024    |           |                      |                         |
| Olympique Lyon       | 1:0 (0:0) | VfL Wolfsburg        | Parc Olympique Lyonnais |
| AS Rom               | 3:0 (1:0) | Galatasaray Istanbul | Stadio Tre Fontane      |

### Gruppe B
| Pl.                      | Verein             | Sp. | S | U | N | Tore    | Diff. | Punkte |
| ------------------------ | ------------------ | --- | - | - | - | ------- | ----- | ------ |
| 1.                       | FC Chelsea         | 6   | 6 | 0 | 0 | 019:600 | +13   | 18     |
| 2.                       | Real Madrid        | 6   | 4 | 0 | 2 | 020:700 | +13   | 12     |
| 3.                       | FC Twente Enschede | 6   | 2 | 0 | 4 | 009:190 | −10   | 06     |
| 4.                       | Celtic Glasgow     | 6   | 0 | 0 | 6 | 001:170 | −16   | 0      |
| Stand: 17. Dezember 2024 |                    |     |   |   |   |         |       |        |

| 8. Oktober 2024    |           |                    |                            |
| FC Chelsea         | 3:2 (2:1) | Real Madrid        | Stamford Bridge            |
| Celtic Glasgow     | 0:2 (0:1) | FC Twente Enschede | New Douglas Park           |
| 17. Oktober 2024   |           |                    |                            |
| Real Madrid        | 4:0 (1:0) | Celtic Glasgow     | Estadio Alfredo Di Stéfano |
| FC Twente Enschede | 1:3 (0:2) | FC Chelsea         | De Grolsch Veste           |
| 13. November 2024  |           |                    |                            |
| Real Madrid        | 7:0 (2:0) | FC Twente Enschede | Estadio Alfredo Di Stéfano |
| Celtic Glasgow     | 1:2 (1:2) | FC Chelsea         | New Douglas Park           |
| 20. November 2024  |           |                    |                            |
| FC Twente Enschede | 2:3 (1:1) | Real Madrid        | De Grolsch Veste           |
| FC Chelsea         | 3:0 (2:0) | Celtic Glasgow     | Stamford Bridge            |
| 11. Dezember 2024  |           |                    |                            |
| FC Chelsea         | 6:1 (4:1) | FC Twente Enschede | Stamford Bridge            |
| Celtic Glasgow     | 0:3 (0:1) | Real Madrid        | New Douglas Park           |
| 17. Dezember 2024  |           |                    |                            |
| Real Madrid        | 1:2 (1:0) | FC Chelsea         | Estadio Alfredo Di Stéfano |
| FC Twente Enschede | 3:0 (3:0) | Celtic Glasgow     | De Grolsch Veste           |

### Gruppe C
| Pl.                      | Verein            | Sp. | S | U | N | Tore    | Diff. | Punkte |
| ------------------------ | ----------------- | --- | - | - | - | ------- | ----- | ------ |
| 1.                       | Arsenal Women FC  | 6   | 5 | 0 | 1 | 017:900 | +8    | 15     |
| 2.                       | FC Bayern München | 6   | 4 | 1 | 1 | 017:600 | +11   | 13     |
| 3.                       | Juventus Turin    | 6   | 2 | 0 | 4 | 004:110 | −7    | 06     |
| 4.                       | Vålerenga Oslo    | 6   | 0 | 1 | 5 | 003:150 | −12   | 01     |
| Stand: 18. Dezember 2024 |                   |     |   |   |   |         |       |        |

| 9. Oktober 2024   |           |                   |                                          |
| FC Bayern München | 5:2 (1:1) | Arsenal Women FC  | FC Bayern Campus                         |
| Vålerenga Oslo    | 0:1 (0:1) | Juventus Turin    | Intility Arena                           |
| 16. Oktober 2024  |           |                   |                                          |
| Juventus Turin    | 0:2 (0:1) | FC Bayern München | Stadio Comunale Vittorio Pozzo Lamarmora |
| Arsenal Women FC  | 4:1 (2:1) | Vålerenga Oslo    | Emirates Stadium                         |
| 12. November 2024 |           |                   |                                          |
| FC Bayern München | 3:0 (2:0) | Vålerenga Oslo    | FC Bayern Campus                         |
| Juventus Turin    | 0:4 (0:1) | Arsenal Women FC  | Stadio Comunale Vittorio Pozzo Lamarmora |
| 21. November 2024 |           |                   |                                          |
| Vålerenga Oslo    | 1:1 (0:0) | FC Bayern München | Intility Arena                           |
| Arsenal Women FC  | 1:0 (0:0) | Juventus Turin    | Meadow Park                              |
| 12. Dezember 2024 |           |                   |                                          |
| FC Bayern München | 4:0 (1:0) | Juventus Turin    | FC Bayern Campus                         |
| Vålerenga Oslo    | 1:3 (0:2) | Arsenal Women FC  | Intility Arena                           |
| 17. Dezember 2024 |           |                   |                                          |
| Arsenal Women FC  | 3:2 (1:1) | FC Bayern München | Meadow Park                              |
| Juventus Turin    | 3:0 (1:0) | Vålerenga Oslo    | Stadio Comunale Vittorio Pozzo Lamarmora |

### Gruppe D
| Pl.                      | Verein          | Sp. | S | U | N | Tore    | Diff. | Punkte |
| ------------------------ | --------------- | --- | - | - | - | ------- | ----- | ------ |
| 1.                       | FC Barcelona    | 6   | 5 | 0 | 1 | 026:300 | +23   | 15     |
| 2.                       | Manchester City | 6   | 5 | 0 | 1 | 011:600 | +5    | 15     |
| 3.                       | Hammarby IF     | 6   | 2 | 0 | 4 | 005:170 | −12   | 06     |
| 4.                       | SKN St. Pölten  | 6   | 0 | 0 | 6 | 004:200 | −16   | 0      |
| Stand: 18. Dezember 2024 |                 |     |   |   |   |         |       |        |

| 9. Oktober 2024   |           |                 |                       |
| Hammarby IF       | 2:0 (1:0) | SKN St. Pölten  | Tele2 Arena           |
| Manchester City   | 2:0 (1:0) | FC Barcelona    | Joie Stadium          |
| 16. Oktober 2024  |           |                 |                       |
| SKN St. Pölten    | 2:3 (1:1) | Manchester City | Generali Arena (Wien) |
| FC Barcelona      | 9:0 (3:0) | Hammarby IF     | Estadi Johan Cruyff   |
| 12. November 2024 |           |                 |                       |
| Manchester City   | 2:0 (0:0) | Hammarby IF     | Joie Stadium          |
| FC Barcelona      | 7:0 (5:0) | SKN St. Pölten  | Estadi Johan Cruyff   |
| 21. November 2024 |           |                 |                       |
| Hammarby IF       | 1:2 (0:1) | Manchester City | Tele2 Arena           |
| SKN St. Pölten    | 1:4 (0:3) | FC Barcelona    | Generali Arena (Wien) |
| 12. Dezember 2024 |           |                 |                       |
| Manchester City   | 2:0 (0:0) | SKN St. Pölten  | Joie Stadium          |
| Hammarby IF       | 0:3 (0:2) | FC Barcelona    | Tele2 Arena           |
| 17. Dezember 2024 |           |                 |                       |
| FC Barcelona      | 3:0 (1:0) | Manchester City | Estadi Johan Cruyff   |
| SKN St. Pölten    | 1:2 (0:2) | Hammarby IF     | Generali Arena (Wien) |

## K.-o.-Phase
Am 7. Februar 2025 wurde der komplette Weg bis zum Finale ausgelost. Teams einer Nation konnten ab dem Viertelfinale aufeinander treffen.

### Viertelfinale
Im Viertelfinale, das am 18./19. und 26./27. März 2025 ausgetragen wurde, hatten die Gruppensieger im Rückspiel Heimrecht.
|                   | Gesamt |                  | Hinspiel | Rückspiel |
| ----------------- | ------ | ---------------- | -------- | --------- |
| Real Madrid       | 2:3    | Arsenal Women FC | 2:0      | 0:3       |
| FC Bayern München | 1:6    | Olympique Lyon   | 0:2      | 1:4       |
| VfL Wolfsburg     | 02:10  | FC Barcelona     | 1:4      | 1:6       |
| Manchester City   | 2:3    | FC Chelsea       | 2:0      | 0:3       |

### Halbfinale
Spiele fanden am 19./20. und 27. April 2025 statt.
|                  | Gesamt |                | Hinspiel | Rückspiel |
| ---------------- | ------ | -------------- | -------- | --------- |
| Arsenal Women FC | 5:3    | Olympique Lyon | 1:2      | 4:1       |
| FC Barcelona     | 8:2    | FC Chelsea     | 4:1      | 4:1       |

### Finale
| Arsenal Women FC                                                  | Arsenal Women FC | FC Barcelona | FC Barcelona |
| ----------------------------------------------------------------- | --- | --- | ------------ |
| Arsenal Women FC                                                  | \| Finale \| \| 24. Mai 2025 um 18:00 Uhr in Lissabon (Estádio José Alvalade XXI) \| \| Ergebnis: 1:0 (0:0) \| \| Zuschauer: 38.356 \| \| Schiedsrichterin: Ivana Martinčić ( Kroatien) 1 \| \| Spielbericht \|                                                                                          | \| Finale \| \| 24. Mai 2025 um 18:00 Uhr in Lissabon (Estádio José Alvalade XXI) \| \| Ergebnis: 1:0 (0:0) \| \| Zuschauer: 38.356 \| \| Schiedsrichterin: Ivana Martinčić ( Kroatien) 1 \| \| Spielbericht \|                                                      | FC Barcelona |
| Arsenal Women FC                                                  | Daphne van Domselaar – Emily Fox, Leah Williamson, Stephanie Catley, Katie McCabe, Kim Little , Mariona Caldentey, Chloe Kelly (68. Beth Mead), Frida Leonhardsen Maanum (67. Stina Blackstenius), Caitlin Foord (86. Lina Hurtig), Alessia Russo (90.+2’ Lotte Wubben-Moy) Cheftrainerin: Renée Slegers | Cata Coll – Irene Paredes, Mapi León (79. Ingrid Syrstad Engen), Ona Batlle, Fridolina Rolfö (79. Esmee Brugts), Patricia Guijarro, Aitana Bonmatí, Alexia Putellas , Ewa Pajor, Claudia Pina (62. Salma Paralluelo), Caroline Graham Hansen Cheftrainer: Pere Romeu | FC Barcelona |
| Arsenal Women FC                                                  | 1:0 Stina Blackstenius (74.) | | FC Barcelona |
| Arsenal Women FC                                                  | Kelly (65.) | Paredes (50.), Paralluelo (88.), Pina (89.) | FC Barcelona |
| Arsenal Women FC                                                  | Spieler des Spiels: Stina Blackstenius (Arsenal) | | FC Barcelona |
| Finale                                                            | | |              |
| 24. Mai 2025 um 18:00 Uhr in Lissabon (Estádio José Alvalade XXI) | | |              |
| Ergebnis: 1:0 (0:0)                                               | | |              |
| Zuschauer: 38.356                                                 | | |              |
| Schiedsrichterin: Ivana Martinčić ( Kroatien) 1                   | | |              |
| Spielbericht                                                      | | |              |

## Beste Torschützinnen
Nachfolgend sind die besten Torschützinnen der Champions-League-Saison (ohne die Qualifikationsrunden) aufgeführt. Die Sortierung erfolgt nach Anzahl ihrer Treffer und ist diese gleich, alphabetisch.
| Rang | Spielerin                | Klub               | Tore |
| ---- | ------------------------ | ------------------ | ---- |
| 01   | Claudia Pina             | FC Barcelona       | 10   |
| 02   | Mariona Caldentey        | FC Arsenal         | 07   |
|      | Alessia Russo            | FC Arsenal         | 07   |
| 04   | Kadidiatou Diani         | Olympique Lyon     | 06   |
|      | Melchie Dumornay         | Olympique Lyon     | 06   |
|      | Pernille Harder          | FC Bayern München  | 06   |
|      | Ewa Pajor                | FC Barcelona       | 06   |
| 08   | Signe Bruun              | Real Madrid        | 05   |
|      | Kayleigh van Dooren      | FC Twente Enschede | 05   |
| 10   | Aitana Bonmatí           | FC Barcelona       | 04   |
|      | Linda Caicedo            | Real Madrid        | 04   |
|      | Sveindís Jane Jónsdóttir | VfL Wolfsburg      | 04   |
|      | Salma Paralluelo         | FC Barcelona       | 04   |
|      | Alexandra Popp           | VfL Wolfsburg      | 04   |